# 91 Batalion WOP
91 Batalion Wojsk Ochrony Pogranicza – samodzielny pododdział Wojsk Ochrony Pogranicza.

## Formowanie i zmiany organizacyjne
Na podstawie rozkazu MBP nr 043/org z 3 czerwca 1950, na bazie 6 Brygady Ochrony Pogranicza, sformowano 8 Brygadę Wojsk Ochrony Pogranicza, a z dniem 1 stycznia 1951 tuplicki 30 batalion przemianowano na 91 batalion WOP i podporządkowano go 9 Brygadzie Wojsk Ochrony Pogranicza.
Jesienią 1971 przeformowano batalion z lądowego na techniczny.
W 1976 rozwiązano batalion.

## Struktura organizacyjna
Struktura w latach 50.
- dowództwo batalionu - Tuplice
- strażnica Mużaków-Łęknica
- strażnica Żarki Wielkie
- strażnica Kucyk
- strażnica Przewóz
- strażnica Olszyna
- strażnica Rokita

1957
- dowództwo batalionu - Tuplice
- 1 strażnica - Przewóz
- 2 strażnica - Kucyk
- 3 strażnica - Mużaków
- 4 strażnica - Żarki Wielkie
- 5 strażnica - Olszyna
- 6 strażnica - Rokita[a]
- 7 strażnica - Zasieki

W 1960 batalionowi WOP Tuplice podlegały:
- 15 strażnica WOP I kategorii Zasieki
- 16 strażnica WOP II kategorii Rokita
- 17 strażnica WOP I kategorii Olszyna
- 18 strażnica WOP II kategorii Żarki
- 19 strażnica WOP I kategorii Mużaków
- 20 strażnica WOP III kategorii Kucyk
- 21 strażnica WOP I kategorii Przewóz

Struktura batalionu i numeracja strażnic na dzień 1.01.1964.
- 14 strażnica WOP lądowa II kategorii Zasieki
- 15 strażnica WOP lądowa II kategorii Rokita
- 16 strażnica WOP lądowa I kategorii Olszyna
- przejście graniczne drogowe Olszyna
- 17 strażnica WOP lądowa Żarki
- 18 strażnica WOP lądowa Mużaków
- 19 strażnica WOP lądowa Kucyk
- 20 strażnica WOP lądowa Przewóz
- 21 strażnica WOP lądowa Sobolice

W marcu 1968 batalionowi lądowemu WOP Tuplice podlegały:
- strażnica techniczna WOP nr 13 Zasieki typ I
- pluton kontroli ruchu granicznego Zasieki
- strażnica techniczna WOP nr 14 Olszyna typ I
- strażnica lądowa WOP nr 15 Żarki typ II
- strażnica lądowa WOP nr 16 Mużaków typ I
- strażnica lądowa WOP nr 17 Kucyk typ III
- strażnica lądowa WOP nr 18 Przewóz typ I
- strażnica lądowa WOP nr 19 Sobolice typ I

## Dowódcy batalionu
- kpt. Bronisław Kwaśniewski (1951-?)
- mjr Stanisław Kmiecik (był w styczniu 1955 → ASG.850/116 k.392);( ?-12.1954)(według rozkazu personalnego)
- kpt. Leon Rokicki (1955)[5] (12.1954-1957)
- mjr Leon Tarnowski (1957-1963)
- mjr Albert Sabinicz (1963-1968) → dowódca batalionu WOP Gubin

- kpt. Bronisław Kwaśniewski
- kpt. Sobolewski
- mjr Mieczysław Galata (1968- )